# Pin de Bosnie
Pinus heldreichii
Espèce
Classification phylogénétique
Statut de conservation UICN

 LC  : Préoccupation mineure
Le pin de Bosnie (Pinus heldreichii) est une espèce d'arbres de la famille des Pinaceae.

## Description

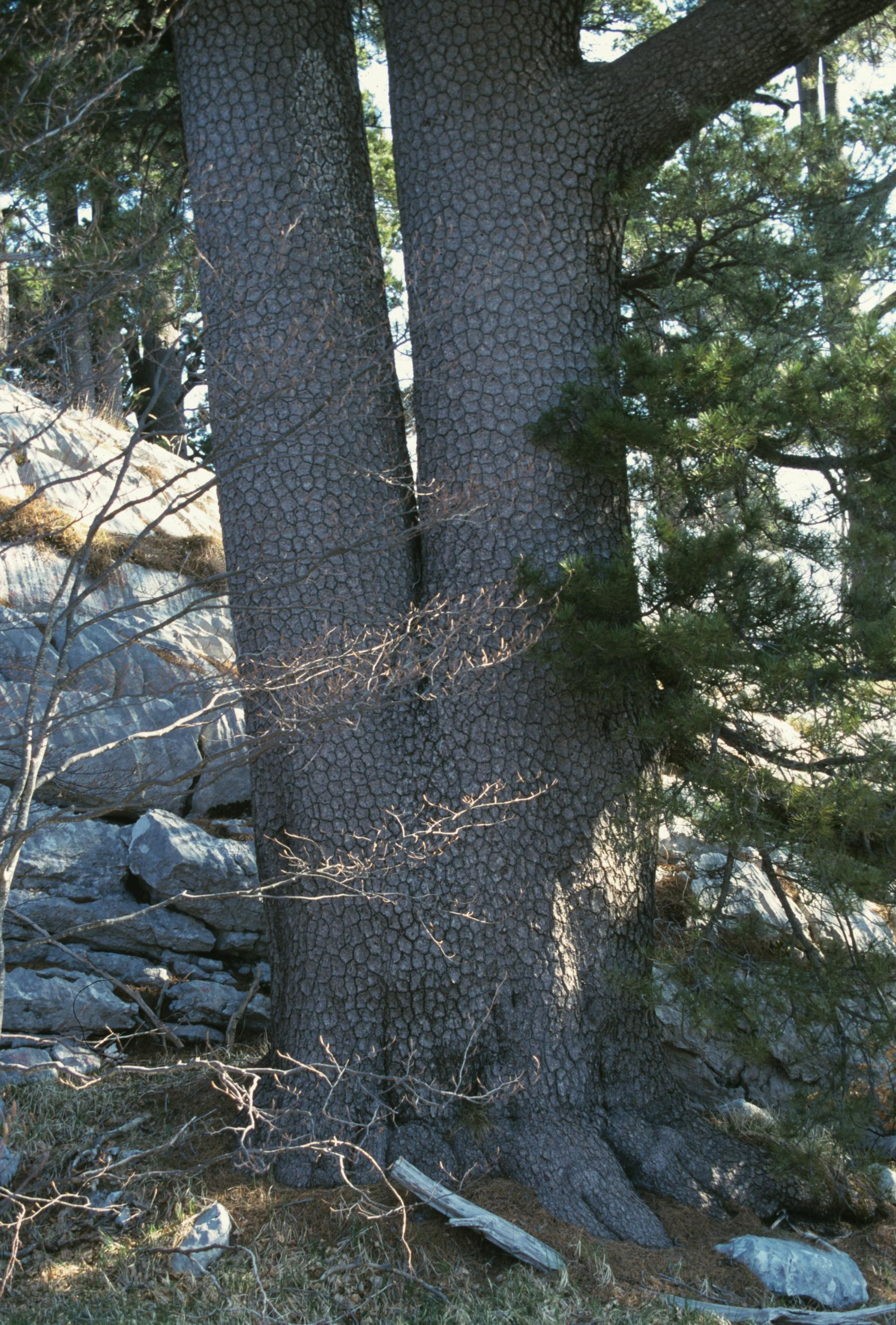
Pinus heldreichii à Orjen.

Cet arbre à feuilles persistantes atteint 25  à   35 mètres de hauteur et 2 mètres de diamètre.
Un spécimen remarquable dans les montagnes de Pirin en Bulgarie, connu sous le nom de (Bajkuševa mura (en), mesure 24 m de haut, 2,2 m de diamètre et est estimé avoir 1 300 ans.
Un autre exemplaire dénommé « Patriarca del Pollino » vieux de plus de 1 000 ans se trouve dans le massif du Pollino, aux confins entre la Basilicate et la Calabre.

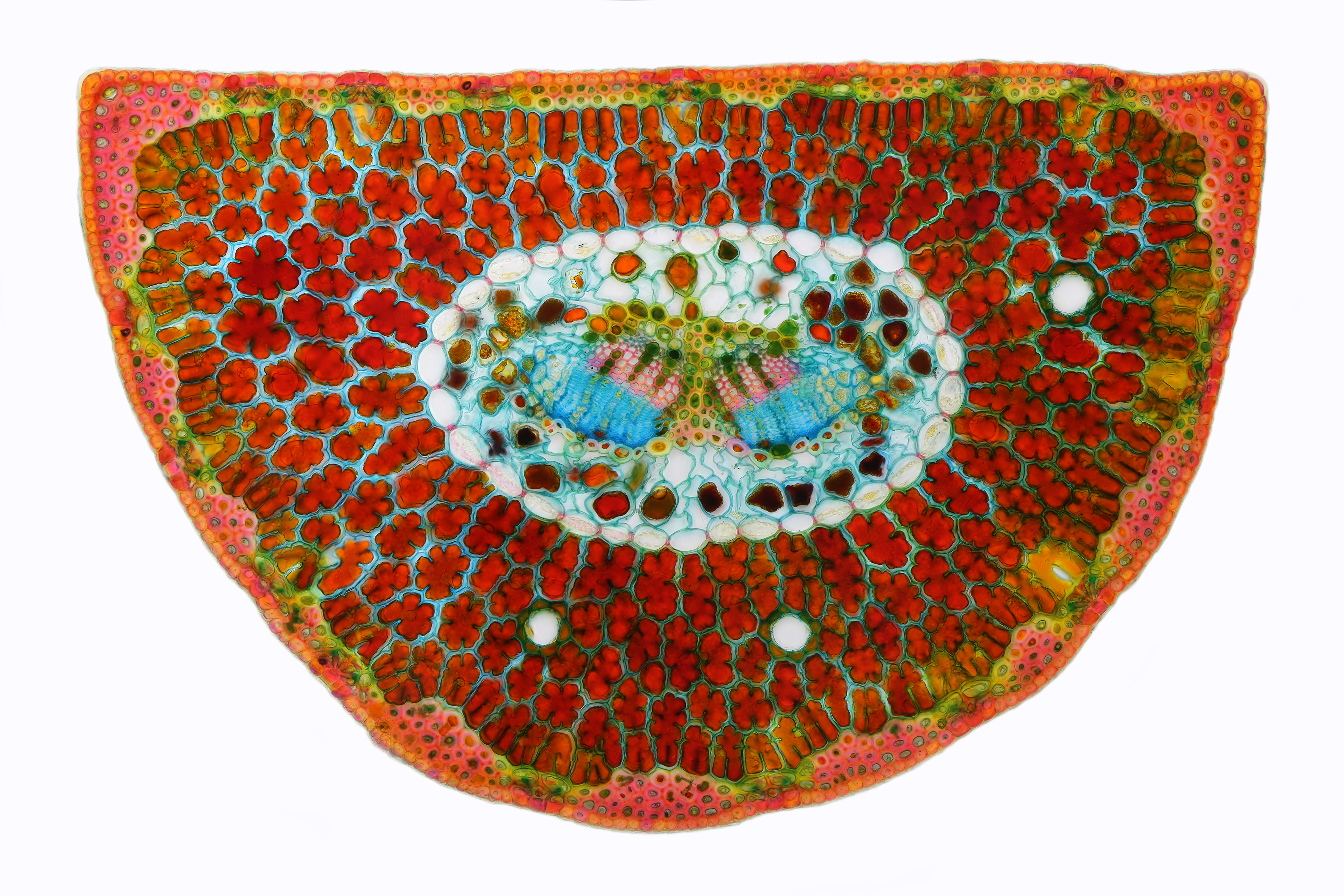
Coupe d'une aiguille de pin. On y voit entre autres des stomates, l'épiderme (botanique), l'hypoderme (peau), le xylème, le phloème, les faisceaux cribros-vasculaires et des canaux résinifères.

## Répartition géographique
C'est une espèce de pin que l'on rencontre dans les montagnes de l'Europe du sud-est, en Bulgarie du sud-ouest, en Bosnie-Herzégovine, en Albanie, en Macédoine du Nord, en Serbie, au nord de la Grèce (au sud du mont Olympe), et sporadiquement en Italie méridionale (mont Pollino), poussant entre 900 et 2 500 m d'altitude.

## Synonymes
- Pinus leucodermis

## Culture et utilisations
Croit naturellement sur les sols secs de calcaire décomposé ou sur des sols légèrement acides. Extrêmement tolérant aux sols secs et à la sécheresse qu'il peut supporter plusieurs mois. Croissance lente les premières années. 